# Liste der Baudenkmäler in Bamberg/Stephansberg
Auf dieser Seite sind die Baudenkmäler in der oberfränkischen kreisfreien Stadt Bamberg zusammengestellt. Diese Tabelle ist eine Teilliste der Liste der Baudenkmäler in Bayern. Grundlage ist die Bayerische Denkmalliste, die auf Basis des Bayerischen Denkmalschutzgesetzes vom 1. Oktober 1973 erstmals erstellt wurde und seither durch das Bayerische Landesamt für Denkmalpflege geführt wird. Die folgenden Angaben ersetzen nicht die rechtsverbindliche Auskunft der Denkmalschutzbehörde.
Diese Teilliste enthält die Denkmäler im Gebiet der ehemaligen Immunität St. Stephan gemäß der Aufteilung der Buchreihe Die Kunstdenkmäler von Bayern. Die ehemalige Immunität Stephansberg umfasst folgende Plätze und Straßen: Alter Graben, Am Friedrichsbrunnen, Concordiastraße, Dr. Hans-Erhard-Straße, Dr.-Thomas-Dehler-Straße, Dunantstraße, Eisgrube, Friedrichsbrunne, Friedrichsbrunnenweg, Gräserfeldweg, Hans-Wölfel-Straße, Helmholtzstraße, Heunischstraße, Hinterer Friedrichsbrunnenweg, Höcherbühl, Hölle, Hohe-Kreuz-Straße, Im Wiesengrund, Judenstraße, Langäckerweg, Leyackerweg, Ludwigshöhe, Milchweg, Mittlere Seelgasse, Muldengasse, Müllerfeldweg, Munchner Ring,
Obere Seelgasse, Oberer Leinritt, Oberer Stephansberg, Paradiesweg, Riegelhofgasse, Robert-Koch-Straße, Schellenbergerstraße, Semmelweisstraße, Stephansplatz, Sternwartstraße, Untere Seelgasse, Unterer Stephansberg, Von-Reider-Straße.

## Baudenkmäler in der ehemaligen Immunität St. Stephan

### Alter Graben
| Lage                                                                                          | Objekt                                    | Beschreibung | Akten-Nr.                | Bild           |
| --------------------------------------------------------------------------------------------- | ----------------------------------------- | --- | ------------------------ | -------------- |
| Alter Graben 1 (Standort)                                                                     | Wohnhaus mit Felsenkeller                 | Eckhaus, zweigeschossiger massiver Satteldachbau mit schlicht gegliederten Fronten und abgerundeter Ecke zum Oberen Stephansberg, Putzbau mit Sandsteingliederungen, spätes 18. Jahrhundert, zweigeschossiger Seitenflügel zum Oberen Stephansberg in schlichteren angepassten Formen, 1866 nach Plänen von Franz Koch, 1880 verändert nach Plänen von Georg II. Hofbauer | D-4-61-000-8 Wikidata    | weitere Bilder |
| Alter Graben 2 (Standort)                                                                     | Handwerkerhaus                            | Eingeschossiger giebelständiger Frackdachbau, Fachwerk, um 1700 | D-4-61-000-841 Wikidata  | weitere Bilder |
| Alter Graben 8 (Standort)                                                                     | Kleinhaus                                 | Schmaler traufständiger zweigeschossiger Satteldachbau, massiv verputzt,17./18. Jahrhundert, schlicht gegliederte Fassade, spätes 18. Jahrhundert | D-4-61-000-9 Wikidata    | weitere Bilder |
| Alter Graben 18 a (Standort)                                                                  | Gartenhalle des ehemaligen Stöhrenkellers | Fachwerk, eingeschossig mit flachgeneigtem Satteldach, nach Plänen von Zimmermeister Josef Grenz 1862, mit hoher Stützmauer aus Sandsteinquadern | D-4-61-000-1445 Wikidata | weitere Bilder |
| Alter Graben 22a, Nähe Sternwartstraße, unterhalb des E.-T.-A.-Hoffmann-Gymnasiums (Standort) | Gartenhaus                                | Eingeschossiger Mansarddachwalmbau, massiv, verputzt, Sandsteingliederungen, barock, um 1720/30 | D-4-61-000-1101 Wikidata | weitere Bilder |

### Am Friedrichsbrunnen
| Lage                                            | Objekt                                      | Beschreibung | Akten-Nr.              | Bild |
| ----------------------------------------------- | ------------------------------------------- | --- | ---------------------- | ---- |
| Am Friedrichsbrunnen 25, Milchweg 12 (Standort) | Ehemalige Engelsburg, dann Großscher Garten | Zwischen Am Friedrichsbrunnen, Milchweg und Oberer Leinritt gelegener Landschaftsgarten, im Kern ein von der Familie Böttinger angelegter Terrassengarten mit symmetrisch verlaufenden Steintreppen am westlichen Hang des linken Regnitzarms, Jahrhundert, nach Erwerb durch den Tabakfabrikanten Theodor Groß, 1855 bis ca. 1880 zu einem Landschaftsgarten mit erhaltener Wegeführung nach Westen erweitert; in die westliche Erweiterung einbezogenes barockes Gartenhaus (Milchweg 12), zweigeschossiger massiver Walmdachbau mit genuteten Ecklisenen, vor 1744 | D-4-61-000-16 Wikidata | BW   |
| Am Friedrichsbrunnen 40 a (Standort)            | Sogenannte Villa Reindl                     | Gartenhäuschen, eingeschossiger Massivbau mit Mansardwalmdach, verputzt über Natursteinsockel, wohl spätes 18. Jahrhundert Zeitgleicher Terrassengarten über dem linken Regnitzarm | D-4-61-000-17 Wikidata | BW   |

### Concordiastraße
Concordiastraße 1–11 siehe Bürgerliche Bergstadt

| Lage                          | Objekt                                                   | Beschreibung | Akten-Nr.              | Bild           |
| ----------------------------- | -------------------------------------------------------- | --- | ---------------------- | -------------- |
| Concordiastraße 13 (Standort) | Wohnhaus                                                 | Dreigeschossiges massives verputztes Eckhaus mit Mansarddach, um 1800, an der Ecke Hausfigur Anna lehrt Maria Lesen, um 1710/20 | D-4-61-000-73 Wikidata | weitere Bilder |
| Concordiastraße 18 (Standort) | Wohnhaus                                                 | Zweigeschossiges Eckhaus, Massivbau mit Satteldach, Kern erste Hälfte 16. Jahrhundert, 1632 Teilabbruch, 1710 Neuaufbau im oberen Bereich, mit Fachwerk, Umbau des südwestlichen Hausteils 1838 | D-4-61-000-74 Wikidata | weitere Bilder |
| Concordiastraße 19 (Standort) | Handwerkerhaus                                           | Zweigeschossiges Eckhaus, zweigeschossig mit Mansarddach und schlichter Fassadengliederung, Erdgeschoss massiv, Obergeschoss in Fachwerk, 1708 für den Stuckator Andrea Domenico Catenazzi als Wohnhaus errichtet | D-4-61-000-75 Wikidata | weitere Bilder |
| Concordiastraße 25 (Standort) | Zweigeschossiges Eckwohnhaus                             | Traufständiger Massivbau mit Satteldach, 1721 für den Bildhauer Leonhard Gollwitzer als Wohnhaus errichtet und später von seinen im gleichen Beruf tätigen Söhnen Bartholomäus Stephan und Johann Georg Michael Gollwitzer bewohnt | D-4-61-000-76 Wikidata | weitere Bilder |
| Concordiastraße 26 (Standort) | Zwei zu einem Anwesen vereinigte ehemalige Einzelbauten  | Zweigeschossig mit Satteldach, in der Nordhälfte umfangreiche Reste des 15. Jahrhunderts, spätes 18. Jahrhundert verändert, Südhälfte mit Fassadenstuck, letztes Viertel im 18. Jahrhundert angefügt | D-4-61-000-77 Wikidata | weitere Bilder |
| Concordiastraße 28 (Standort) | Ehemaliges zweites Böttingerpalais, sogenannte Concordia | Gartenpalast, aufwendiger, zweiflügeliger Sandsteinquaderbau, 1716 (dendrochronologisch datiert) bis 1721 vermutlich von Johann Dientzenhofer mit Bauplastik von Daniel Friedrich Humbach für den Hofkammerrat Johann Ignaz Michael Tobias Böttinger errichtet, seit 1834 den Namen Concordia führend. Anspruchsvoll gegliederte Außenfronten, die Treppenanlage architekturgeschichtlich bedeutsam. In Hanglage zwei dreigeschossige Flügel mit abgewalmten Dächern, im rechten Winkel sich nach Süden zum Garten und zur Regnitz öffnend, aufwendig gegliederter Sandsteinquaderbau, insgesamt kennzeichnender Versuch, den Typus der Villa suburbana aufzunehmen Reiche Innendekoration u. a. mit Stuckaturen von Johann Jakob Vogel Ummauerte terrassierte Gartenanlage an der Regnitz, ein Hauptwerk großbürgerlicher Gartenkunst des 18. Jahrhunderts, mit Kaskade, Balustraden und Leonard Gollwitzer zugeschriebenen Skulpturen, 1719–1722, 1844, 1882 verändert, durchgreifende Instandsetzungen 1918/20, vollkommene Umgestaltung der unteren Terrasse 1935/37 | D-4-61-000-79 Wikidata | weitere Bilder |

### Eisgrube
Eisgrube 1–4 siehe Bürgerliche Bergstadt.

| Lage                        | Objekt                      | Beschreibung | Akten-Nr.               | Bild           |
| --------------------------- | --------------------------- | --- | ----------------------- | -------------- |
| Eisgrube 5 (Standort)       | Bürgerhaus                  | Mehrteilige verputzte Baugruppe in Ecklage, zweigeschossiges Vorderhaus, massives Erdgeschoss, vorspringendes Fachwerkobergeschoss, Satteldach, um 1563, Dachgauben 18. Jahrhundert, Hauseingang an nordöstlicher Giebelseite von 1919 Rückwärtig traufständiger mittlerer und hinterer Hausteil, über hohem Sockel zweigeschossig mit Satteldach, Hinterhausobergeschoss in Fachwerk, im Kern wohl Mitte 15. Jahrhundert, Ende 17. Jahrhundert stark umgebaut | D-4-61-000-123 Wikidata | weitere Bilder |
| Eisgrube 7 (Standort)       | Bürgerhaus                  | Zweigeschossiger, traufständiger Satteldachbau, verputzt, massives Erdgeschoss, vorkragendes Fachwerkobergeschoss, 17./18. Jahrhundert | D-4-61-000-124 Wikidata | weitere Bilder |
| Eisgrube 8 (Standort)       | Curia Craftonis             | Stattliches dreigeschossiges Eckhaus mit Satteldach, massives Erdgeschoss und vorkragende Fachwerkobergeschosse verputzt, Giebel zur Oberen Pfarre fachwerksichtig, in giebelseitiger Fassade stumpfwinkliger Knick mit Tordurchfahrt, bezeichnet 1673, Umbau Mitte 18. Jahrhundert | D-4-61-000-125 Wikidata | weitere Bilder |
| Eisgrube 10 (Standort)      | Bürgerhaus                  | Dreigeschossiger Traufseitbau, Erdgeschoss massiv, Obergeschosse verputztes Fachwerk, Satteldach, im Kern 16. Jahrhundert, im 17. Jahrhundert ausgebaut, Fassade Mitte 19. Jahrhundert überarbeitet | D-4-61-000-126 Wikidata | weitere Bilder |
| Eisgrube 12 (Standort)      | Bürgerhaus                  | Ehemaliges Vikarienhaus, dreigeschossiger Traufseitbau mit schlichter Gliederung, massiv mit Satteldach, 17./18. Jahrhundert, Laurentiusfigur 18. Jahrhundert, zweites Obergeschoss 1887 aufgestockt | D-4-61-000-127 Wikidata | weitere Bilder |
| Eisgrube 14 (Standort)      | Curia Braunwardi Coquinarii | Ehemaliger Chorherrenhof von St. Stephan, jetzt Stahl’sches Schwesternhaus, stattlicher dreigeschossiger Traufseitbau mit Satteldach, verputzter Massivbau mit profilierten Sandsteingewänden, hohes erstes Obergeschoss, reiches Hauptportal von Johann Bernhard Kamm 1782, seitliche Tordurchfahrt, Südteil im Kern Steinhaus 13./14. Jahrhundert, durchgreifender Um- und Ausbau 1744 und durch Otto Schumm 1781–1783 | D-4-61-000-128 Wikidata | weitere Bilder |
| Eisgrube 16 (Standort)      | Curia Aufseß                | Ehemaliges Chorherrenhof von St. Stephan, jetzt Pfarrhaus und evangelisch-lutherisches Dekanat, stattlicher zweigeschossiger Traufseitbau mit barocker Fassade, Massivbau, verputzt mit geohrten Fensterrahmungen aus Sandstein, Satteldach, im Kern ein spätmittelalterliches Steinhaus, erweiternder Umbau zweite Hälfte 17. Jahrhundert in zwei Bauabschnitten bis 1684 (bezeichnet am Portal), Neugliederung der Straßenfront und Innenausbau 1720/30, Dachstuhl 1975/76 erneuert                                                                                   | D-4-61-000-129 Wikidata | weitere Bilder |
| Eisgrube 18 (Standort)      | Curia Ottnandi              | Ehemaliger Chorherrenhof von St. Stephan, jetzt Diakonissenanstalt, Vorderhaus, zweigeschossiger traufständiger Satteldachbau massiv mit schlichter Putzfassade, im Kern spätmittelalterlich, mit gleich hohem, straßenseitig in gleicher Flucht anschließendem Seitenflügel mit Eingang vom Hof, spätes 17. Jahrhundert Rückliegender Hauptbau, dreigeschossiger Massivbau mit Mittelrisalit, verputzt, Satteldach, 1896/97 von Jakob Maier | D-4-61-000-130 Wikidata | weitere Bilder |
| Eisgrube 20, 20a (Standort) | Curia Leupoldi              | Ehemaliger Chorherrenhof von St. Stephan, Hauptgebäude, zweigeschossiger Mansardwalmdachbau, massiv, verputzt, spätbarock, Mitte 18. Jahrhundert (Zuschreibung an Johann Jakob Michael Küchel), Rückflügel wohl zweite Hälfte 18. Jahrhundert Nebengebäude aus zweigeschossigem Torwächterhaus mit Satteldach, frühes 18. Jahrhundert, und zweigeschossigem Gartenpalais mit Mansardwalmdach und erdgeschossigem Verbindungsbau mit halbrundem Säulenvorbau und Dachterrasse, von Fritz von Courton 1923/24 Verputzte Hofmauer mit schmiedeeisernem Tor 18. Jahrhundert | D-4-61-000-131 Wikidata | weitere Bilder |

### Hölle
| Lage                | Objekt   | Beschreibung | Akten-Nr.               | Bild           |
| ------------------- | -------- | --- | ----------------------- | -------------- |
| Hölle 12 (Standort) | Wohnhaus | Zweigeschossiger traufständiger Satteldachbau, massives Erdgeschoss, Fachwerkobergeschoss, verputzt, Ende 18. Jahrhundert, Überformungen 19. Jahrhundert, Fassadengemälde, Heiliger Georg, um 1800 | D-4-61-000-353 Wikidata | weitere Bilder |
| Hölle 13 (Standort) | Wohnhaus | Kleiner traufständiger Mansarddachbau, Erdgeschoss massiv, Obergeschoss Fachwerk, verputzt, Mitte/drittes Viertel 18. Jahrhundert, Hausfigur, Stuckmedaillon mit Vesperbild                        | D-4-61-000-354 Wikidata | weitere Bilder |
| Hölle 15 (Standort) | Wohnhaus | Traufständiges Mansarddachhaus, Erd- und Sockelgeschoss massiv, Obergeschoss fachwerksichtig, zweites Viertel 18. Jahrhundert                                                                      | D-4-61-000-355 Wikidata | weitere Bilder |

### Judenstraße
Judenstraße 1–11, 13, 15, 17 siehe Bürgerliche Bergstadt.

| Lage                      | Objekt                                                                              | Beschreibung | Akten-Nr.                         | Bild           |
| ------------------------- | ----------------------------------------------------------------------------------- | --- | --------------------------------- | -------------- |
| Judenstraße 12 (Standort) | Ehemaliges Adelspalais der Echter von Mespelbrunn, später Schenken von Stauffenberg | Gebäudegruppe um eine Hofanlage bestehend aus Vorderhaus, Seitengebäuden (südlich Brunnenhaus und Steinhaus, nördlich Gangbau) und Rückgebäude, älteste Teile 1549 (dendrochronologisch datiert), Umbauten um 1600 Vorderhaus, dreigeschossiges traufständiges massives Eckhaus mit Satteldach, Hofportal mit Stauffenberger Wappen, Umgestaltungen um 1740/50 und um 1800                            | D-4-61-000-408 Wikidata           | weitere Bilder |
| Eisgrube 1 a (Standort)   | Nebengebäude                                                                        | Zweigeschossiger Quaderbau mit Satteldach und Tür- und Fenstergewänden in Bauformen aus der Zeit um 1600 | D-4-61-000-408 zugehörig Wikidata | weitere Bilder |
| Judenstraße 14 (Standort) | Sogenanntes Böttingerhaus                                                           | Gestaffelter palaisartiger Barockbau an der Abzweigung zum Unteren Stephansberg mit Brunnenhof und Seitenflügeln, Hauptbau dreigeschossiger Werksteinbau mit Walmdach und reich gegliederter Fassade, 1707–1713, unter Einbeziehung von älteren Vorgängerbauten, wohl von Johann Ammon für Johann Ignaz Michael Tobias Böttinger errichtet; mit Ausstattung Hof und Garten mit Brunnen und Skulpturen | D-4-61-000-410 Wikidata           | weitere Bilder |
| Judenstraße 16 (Standort) | Bürgerhaus, sogenanntes Haus Zum Einhorn                                            | Dreiseitig freistehend, dreigeschossiges Steinhaus mit Mansardwalmdach, die gegliederte Fassade Abschluss der Judenstraße, im Torbogenschlussstein Hausmarke mit Einhornrelief bezeichnet „1747“, darüber Marienkrönung | D-4-61-000-412 Wikidata           | weitere Bilder |

### Milchweg
| Lage                             | Objekt                                         | Beschreibung | Akten-Nr.                | Bild |
| -------------------------------- | ---------------------------------------------- | --- | ------------------------ | ---- |
| Milchweg 12 (Standort)           | Barockes Gartenhaus                            | In die westliche Erweiterung von Am Friedrichsbrunnen 25 einbezogener zweigeschossiger massiver Walmdachbau mit genuteten Ecklisenen, vor 1744                                                           | D-4-61-000-16 Wikidata   | BW   |
| Milchweg 20 (Standort)           | Villa Feßmaier                                 | Zweigeschossiger historistischer Massivbau mit Fachwerkelementen, zentrales Pyramidendach mit gegeneinander verschobenen Risaliten unter Satteldächern mit Schweizergiebeln, von Georg II. Hofbauer 1901 | D-4-61-000-1024 Wikidata | BW   |
| Gegenüber Milchweg 26 (Standort) | Ehemaliges Feldhüterhäuschen, heute Gartenhaus | Eingeschossiger massiver Mansardwalmdachbau über quadratischem Grundriss, wohl zweite Hälfte 18. Jahrhundert                                                                                             | D-4-61-000-1026 Wikidata | BW   |

### Obere Seelgasse
| Lage                          | Objekt     | Beschreibung                                                                      | Akten-Nr.                | Bild           |
| ----------------------------- | ---------- | --------------------------------------------------------------------------------- | ------------------------ | -------------- |
| Obere Seelgasse 3 (Standort)  | Kleinhaus  | Zweigeschossiger einachsiger Satteldachbau mit Neubarockdekor, 1893               | D-4-61-000-1161 Wikidata | weitere Bilder |
| Obere Seelgasse 23 (Standort) | Gartentor  | Mit zwei klassizistischen Sandsteinpfeilern, 1785, an der Unteren Seelgasse       | D-4-61-000-1162 Wikidata | weitere Bilder |
| Obere Seelgasse 23 (Standort) | Gartenhaus | Im Garten, Fachwerkbau auf quadratischem Grundriss, mit Zeltdach, 18. Jahrhundert | D-4-61-000-1162 Wikidata | weitere Bilder |

### Oberer Stephansberg
| Lage                                                                          | Objekt | Beschreibung | Akten-Nr.                | Bild           |
| ----------------------------------------------------------------------------- | --- | --- | ------------------------ | -------------- |
| Oberer Stephansberg, zugehörig zu Unterer Stephansberg 7 gegenüber (Standort) | Felsenkeller | Gewölbt, mit Stützmauer, Zugang mit Natursteinrahmung, 1862 | D-4-61-000-682 Wikidata  | weitere Bilder |
| Oberer Stephansberg 1 (Standort)                                              | Curia ad Salices, ehemaliger Chorherrenhof von St. Stephan, „Haus zur goldenen Wappe“, auch sogenanntes Ehehaltenhaus | Über steil abfallendem Gelände zweiflügelig errichteter Massivbau auf Winkelgrundriss, zweigeschossig mit Satteldach, Sandstein und backstein verputzt, frühbarock, 1618–1622 errichtet, Vollwappen des Fürstbischofs Johann Gottfried von Aschhausen über der Haustür 1718 erneuert, Neuausstattung um 1736 (hofseitige Bezeichnung am Straßenflügel), vielleicht durch Johann Jakob Michael Küchel                                                                         | D-4-61-000-1103 Wikidata | weitere Bilder |
| Oberer Stephansberg 1 (Standort)                                              | Curia ad Salices, Hofummauerung mit Tor                                                                               | Hau- und Werkstein verputzt, um 1620 | D-4-61-000-1103 Wikidata | weitere Bilder |
| Oberer Stephansberg 1 (Standort)                                              | Curia ad Salices, Nebengebäude                                                                                        | Eingeschossig mit Pultdach an der Hofsüdseite 17./18. Jahrhundert | D-4-61-000-1103 Wikidata | BW             |
| Oberer Stephansberg 2 (Standort)                                              | Curia Libhardi, ehemaliger Chorherrenhof von St. Stephan                                                              | Langgestreckter, zweigeschossiger Massivbau mit Mansardwalmdach, ältere Bestandteile um 1760/70 zum heutigen spätbarocken Erscheinungsbild zusammengefasst, stumpfwinklig gebrochene Erweiterung nach Norden bis zur Kapelle in angepassten Formen nach Plänen von Georg Bitter 1855, bei völligem Umbau des gesamten Anwesens 1980 weitgehend entkernt | D-4-61-000-1104 Wikidata | weitere Bilder |
| Oberer Stephansberg 2 d (Standort)                                            | Curia Libhardi, Kapellenflügel                                                                                        | Massiv und Fachwerk mit Satteldach, im Kern spätgotisch, 15./16. Jahrhundert, historisierender Umbau mit neugotischem Stufengiebel 1868 | D-4-61-000-1104 Wikidata | weitere Bilder |
| Oberer Stephansberg 2 (Standort)                                              | Curia Libhardi, Hofmauer mit rundbogigem Hoftor                                                                       | Sandsteinquadermauerwerk, wohl noch zweite Hälfte 13. Jahrhundert | D-4-61-000-1104 Wikidata | weitere Bilder |
| Oberer Stephansberg 3 (Standort)                                              | Curia Hugonis, ehemaliger Chorherrenhof von St. Stephan, Hauptgebäude                                                 | Dreigeschossiger traufständiger Satteldachbau, verputzt, im Kern vielleicht noch ein spätmittelalterliches Steinhaus des 15./16. Jahrhunderts, äußeres Erscheinungsbild um 1700 | D-4-61-000-1105 Wikidata | weitere Bilder |
| Oberer Stephansberg 3 (Standort)                                              | Curia Hugonis, Rück- oder Gartengebäude                                                                               | Auf Futtermauer aus Sandstein aufgesetzt, zweigeschossig, Erdgeschoss massiv, Obergeschoss Fachwerk, verputzt, Satteldach, im Kern vielleicht noch mittelalterlich, um 1700 völlig umgebaut | D-4-61-000-1105 Wikidata | BW             |
| Oberer Stephansberg 3, am Zugang zur Concordiastraße (Standort)               | Curia Hugonis, Brauereikeller                                                                                         | Bezeichnet „1760“ | D-4-61-000-1105 Wikidata | weitere Bilder |
| Oberer Stephansberg 3, am Zugang zur Concordiastraße (Standort)               | Brauereikeller | Bezeichnet „1760“, zugehörig zum ehemaligen Chorherrenhof Curia Hugonis, vgl. Oberer Stephansberg 3 | D-4-61-000-78 Wikidata   | weitere Bilder |
| Oberer Stephansberg 4 (Standort)                                              | Curia Popponis, ehemaliger Chorherrenhof von St. Stephan                                                              | Zweigeschossiger Walmdachbau, massiv, verputzt, mit Gliederungen und Rahmungen in Sandstein, mit mittelalterlicher Substanz nach dem Dreißigjährigen Krieg wieder aufgebaut, barocke Gesamterscheinung um 1720/30 | D-4-61-000-1106 Wikidata | weitere Bilder |
| Oberer Stephansberg 4 (Standort)                                              | Hausfigur | Immaculata, Sandstein, um 1720, Leonhard Gollwitzer zugeschrieben | D-4-61-000-1106 Wikidata | weitere Bilder |
| Oberer Stephansberg 5 (Standort)                                              | Curia Guntheri, ehemaliger Chorherrenhof von St. Stephan                                                              | Dreigeschossiges Steinhaus mit Satteldach, von zweigeschossigen Anbauten, massiv und Fachwerk, mit Walmdach umbaut, Kerngebäude spätmittelalterlich, 1318/19 (dendrochronologisch datiert), Anbauten 1712/13 nach Nordosten und 1860/65 durch Georg II. Hofbauer nach Südwesten, Umbauarbeiten 1895 | D-4-61-000-1107 Wikidata | weitere Bilder |
| Oberer Stephansberg 5 (Standort)                                              | Curia Guntheri, Seitengebäude                                                                                         | Verputzt, zweigeschossig mit Pultdach, frühes 18. Jahrhundert, Umbau und Aufstockung 1901 | D-4-61-000-1107 Wikidata | BW             |
| Oberer Stephansberg 5 (Standort)                                              | Curia Guntheri, Terrassengarten                                                                                       | Verputzt, zweigeschossig mit Pultdach, frühes 18. Jahrhundert, Umbau und Aufstockung 1901 | D-4-61-000-1107 Wikidata | BW             |
| Oberer Stephansberg 7 (Standort)                                              | Ehemalige St.-Johannis-Kapelle unter der Linden                                                                       | Saalbau mit gleich hohem, spätgotischem Chor mit 5/8-Schluss unter gemeinsamem Dach, verputzter Massivbau mit Satteldach, Teile in Werkstein, Langhaus 13./erstes Drittel 14. Jahrhundert, Langhausdach im älteren Bestand um 1330 (dendrochronologisch datiert), Chorweihe 1400, Chordachstuhl 1414/15 (dendrochronologisch datiert) | D-4-61-000-1108 Wikidata | weitere Bilder |
| Oberer Stephansberg 7 (Standort)                                              | Terrassengarten | | D-4-61-000-1108 Wikidata | BW             |
| Oberer Stephansberg 11 (Standort)                                             | Gasthaus zum Stöhren                                                                                                  | Zweigeschossiger, dreiseitig freistehender Eckbau mit abgewalmtem Satteldach, massives verputztes Erdgeschoss, fachwerksichtiges Obergeschoss, um 1730 | D-4-61-000-1109 Wikidata | weitere Bilder |
| Oberer Stephansberg 13 (Standort)                                             | Ehemalige Scheune und Kellerhaus                                                                                      | Verputzter zweigeschossiger Traufseitbau, um 1700, 1860/70 Umbau zum Wohnhaus, Erdgeschoss 1908 von Johannes Kronfuß komplett umgebaut; weitläufige Kelleranlage, wohl 18. Jahrhundert | D-4-61-000-1110 Wikidata | weitere Bilder |
| Oberer Stephansberg 19 (Standort)                                             | Wohnhaus | Zweigeschossiger Traufseitbau, massiv, verputzt, mit Satteldach, geohrte Sandsteinrahmungen, wohl noch 15. Jahrhundert, umfangreiche Um- und Ausbauten durch Georg II. Hofbauer 1855 | D-4-61-000-1111 Wikidata | weitere Bilder |
| Oberer Stephansberg 24 (Standort)                                             | Wohnhaus | Zweigeschossiger, dreiseitig freistehender Walmdachbau, Erdgeschoss massiv, verputzt, Obergeschoss freiliegendes konstruktives Fachwerk, wohl noch spätes 17. Jahrhundert | D-4-61-000-1112 Wikidata | weitere Bilder |
| Oberer Stephansberg 26, Untere Seelgasse 13 (Standort)                        | Ehemaliger Kleebaumskeller                                                                                            | Zweigeschossiger verputzter Traufseitbau mit Satteldach, Obergeschoss in Fachwerk um 1730, Erdgeschoss im 19. Jahrhundert massiv ausgebaut; weitläufige Felsenkelleranlage 1716 und später | D-4-61-000-1113 Wikidata | weitere Bilder |
| Oberer Stephansberg 28 (Standort)                                             | Wohnhaus, ehemaliges Kellerhaus                                                                                       | Zweigeschossiger Traufseithaus, Fachwerkbau mit verputzter Steinfassade und Mansarddach, Rahmungen in Sandstein, um 1780/90; Kelleranlage wohl 18. Jahrhundert | D-4-61-000-1114 Wikidata | weitere Bilder |
| Oberer Stephansberg 31 (Standort)                                             | Ehemaliges Wohnhaus, heute Kellerhaus                                                                                 | Gestrecktes zweigeschossiges Traufseithaus, verputzter Massivbau mit Satteldach, ursprünglich wohl von Erasmus Braun um 1590 für sich selbst errichtet, um 1720 von Wenzel Berner eingreifend um- und ausgebaut, unter den Umbauten im 20. Jahrhundert besonders eingreifend mit starken Überformungen 1972 | D-4-61-000-1115 Wikidata | weitere Bilder |
| Oberer Stephansberg 34 (Standort)                                             | Wohnhaus | Zweigeschossiges Traufseithaus mit Satteldach, Erdgeschoss massiv, verputzt, Obergeschoss Fachwerk, frühes 18. Jahrhundert, Rückfront gänzlich in Fachwerk, mit Laubengang von Joseph Leicht 1887, Fachwerk 1925 freigelegt | D-4-61-000-1116 Wikidata | weitere Bilder |
| Oberer Stephansberg 35 (Standort)                                             | Ehemaliges Kellerhaus, jetzt Wohnhaus                                                                                 | Zweigeschossiges Traufseithaus mit Mansarddach, 1790, Putzfassade mit Rahmungen in Sandstein 1811 nach Plänen von Joseph Dennefeld, Entkernung samt Veränderung der Erdgeschossfront 1967/68 Felesenkelleranlage | D-4-61-000-1117 Wikidata | weitere Bilder |
| Oberer Stephansberg 36 (Standort)                                             | Gebäude des ehemaligen Mahrskellers, heute Gasthaus                                                                   | Torgebäude, traufständiger Satteldachbau, Erdgeschoss massiv, Fachwerkobergeschoss, erste Hälfte 18. Jahrhundert, mit südseitigem Anbau, massiv und Fachwerk, Mansardwalmdach, zweite Hälfte 18. Jahrhundert | D-4-61-000-1118 Wikidata | weitere Bilder |
| Oberer Stephansberg 38, Oberer Stephansberg 38 a (Standort)                   | Gartenhalle | Eingeschossig, massiv mit Pultdach, von Gustav Haeberle, 1910 | D-4-61-000-1118 Wikidata | BW             |
| Oberer Stephansberg 38 b (Standort)                                           | Ehemaliges Wohn- und Verwaltungsgebäude der Blaulöwenbrauerei                                                         | Eckhaus, zweigeschossiger verputzter Satteldachbau, im Wesentlichen wohl nach 1766, mit giebelständigen südlichen Anbauten von 1844 Weitläufige Felsenkelleranlage, 18. Jahrhundert (Oberer Stephansberg 38 d, Oberer Stephansberg 40) | D-4-61-000-1121 Wikidata | weitere Bilder |
| Vor Oberer Stephansberg 37 (Standort)                                         | Laufbrunnen | 1821/22 zum Pumpbrunnen umgebaut, gusseiserner kelchförmiger Brunnentrog, Holzgehäuse Kopie von 1984 im Stil der 1860er Jahre | D-4-61-000-1119 Wikidata | weitere Bilder |
| Oberer Stephansberg 39 (Standort)                                             | Wohnhaus | Zweiteiliges Fachwerkgebäude des 18. Jahrhunderts, der untere Teil in die Straße vorspringend und zweigeschossig mit Walmdach, der obere Teil eingeschossig mit Mansarddach | D-4-61-000-1120 Wikidata | weitere Bilder |
| Oberer Stephansberg 41 (Standort)                                             | Ehemalige Fasshalle, jetzt Wohnhaus                                                                                   | Zweigeschossiges Traufseithaus mit Mansarddach, massiv, verputzt, Rahmungen in Sandstein, nach Plan von Maurermeister Johann Vogel 1796 Mit Felsenkeller gleichzeitig | D-4-61-000-1122 Wikidata | weitere Bilder |
| Oberer Stephansberg 42 (Standort)                                             | Ehemaliger Stadel | Zweigeschossiger Walmdachbau, Erdgeschoss massiv, Obergeschoss Fachwerk, verputzt, vermutlich 1769, Obergeschoss um 1900 als Wohnung ausgebaut, Rocaillenische | D-4-61-000-1123 Wikidata | weitere Bilder |
| Oberer Stephansberg 42 a (Standort)                                           | Neurenaissancevilla                                                                                                   | Dreigeschossiger Kubus mit verschiefertem Walmdach, massiv, Putzfassade mit Pilastergliederung, 1895/96 wohl nach Plänen von Wilhelm Seidler, Dachausbau 18797/99 von Georg Seidler, mit schmiedeeisernem Gartentor | D-4-61-000-1124 Wikidata | weitere Bilder |
| Oberer Stephansberg 43 (Standort)                                             | Kellerhaus | Zweigeschossiger traufständiger Putzbau mit Satteldach, massiv mit Sandsteinrahmungen, 1777 errichtet Über älterer Felsenkelleranlage, wohl 18. Jahrhundert | D-4-61-000-1125 Wikidata | weitere Bilder |
| Oberer Stephansberg 44 (Standort)                                             | Bildungszentrum für Hörgeschädigte und Sprachbehinderte, sogenannte Flucht nach Ägypten                               | Zweigeschossiger Putzbau mit Mansardwalmdach mit Lisenengliederung, geohrte Fensterrahmungen in Sandstein, 1799 als Gutshaus errichtet, 1855 Umbau als Taubstummeninstitut und Knabenrettungsanstalt, neubarock, 1953 um drei Achsen verlängert, das Sandsteinrelief der Flucht nach Ägypten eine Kopie von 1987 | D-4-61-000-1126 Wikidata | weitere Bilder |
| Oberer Stephansberg 44 (Standort)                                             | Kapellenanbau | 1870–1872, Saalbau mit Satteldach, Sandsteinquaderbau, nachträglich verputzt, mit Zwiebelhaubendachreiter, aus dem Material der auf dem gegenüberliegenden Friedhof abgebrochenen Kapelle nach Plänen von Franz Koch, Apsis 1926 | D-4-61-000-1126 Wikidata | weitere Bilder |
| Oberer Stephansberg 45 (Standort)                                             | Kellergebäude | Langgestreckter zweigeschossiger Massivbau, Erdgeschoss bezeichnet „1711“, Obergeschoss wohl frühes 19. Jahrhundert, Mansarddach mit Schopfwalm 1987 Felsenkelleranlagen um 1710 | D-4-61-000-1127 Wikidata | weitere Bilder |
| Oberer Stephansberg 49 (Standort)                                             | Kellergebäude, sogenannter Wilde-Rose-Bräukeller                                                                      | Zweigeschossiger Traufseitbau mit nach Süden abgewalmtem Satteldach, verputzter Massivbau mit Sandsteinrahmen, Ecklisenen und Gurtgesims sowie Toreinfahrt, bez. 1795, 1880 aufgestockt; tiefe, sich nach Süden weitläufig ausdehnende Felsenkelleranlage, frühes 18. Jh., im 19. Jh. erweitert Musikpavillon, Holzkonstruktion mit massiver Rückwand, erhöhtem Mittelteil mit Bühne und Arkadenfront, 1873 von Adam Grenz, 1875 von Georg II. Hofbauer beidseits erweitert. | D-4-61-000-1129 Wikidata | weitere Bilder |
| Oberer Stephansberg 47 (Standort)                                             | Kellergebäude | Eingeschossig, massiv, Mansarddach mit Schopf, wohl noch spätes 18. Jahrhundert | D-4-61-000-1128 Wikidata | weitere Bilder |
| Oberer Stephansberg 49d, vor Oberer Stephansberg 49e (Standort)               | Ehemaliger Friedhof der Immunität St. Stephan                                                                         | 1802 angelegt, 1872 aufgelassen, erhalten zwei Torpfeiler aus Sandsteinquadern und Kreuzädikula, Sandstein, 1802 von Wilhelm Johann Wurzer | D-4-61-000-1130 Wikidata | weitere Bilder |

### Riegelhofgasse
| Lage                         | Objekt                                  | Beschreibung | Akten-Nr.                | Bild           |
| ---------------------------- | --------------------------------------- | --- | ------------------------ | -------------- |
| Riegelhofgasse 2 (Standort)  | Kleinbürgerhaus                         | Zweigeschossig, traufständig, mit Satteldach, im Kern 18. Jahrhundert, Fassade von Maurermeister Georg II. Hofbauer nach Plan von Johannes Noeth 1863                                                                                         | D-4-61-000-1200 Wikidata | weitere Bilder |
| Riegelhofgasse 6 (Standort)  | Kleinhaus, sogenanntes Schatzgräberhaus | Zweigeschossiges Traufseithaus, verputztes Fachwerk, 1702 | D-4-61-000-1201 Wikidata | weitere Bilder |
| Riegelhofgasse 10 (Standort) | Kleinbürgerhaus                         | Zweigeschossiger traufständiger Fachwerkbau mit massivem Erdgeschoss und Satteldach, 18. Jahrhundert | D-4-61-000-1202 Wikidata | weitere Bilder |
| Riegelhofgasse 12 (Standort) | Handwerkerhaus                          | Dreigeschossiges Traufseithaus mit Walmdach, verputzter Stockwerksbau mit massivem Erdgeschoss, im Kern 1460 (dendrochronologisch datiert), 1722 weitgehend neu errichtet und wohl noch im 18. Jahrhundert um eine Achse nach Süden erweitert | D-4-61-000-1203 Wikidata | weitere Bilder |

### Schellenbergerstraße
| Lage                               | Objekt               | Beschreibung | Akten-Nr.                | Bild           |
| ---------------------------------- | -------------------- | --- | ------------------------ | -------------- |
| Schellenbergerstraße 1 (Standort)  | Aufsatz einer Marter | Sandsteinrelief mit Kreuzgruppe, bezeichnet „1484“, wohl um 1600 nachgebildet; in der Hauswand | D-4-61-000-1225 Wikidata | weitere Bilder |
| Schellenbergerstraße 3 (Standort)  | Feldhüterhäuschen    | Eingeschossiger Massivbau mit Ecklisenen, verputzt, und flach geneigtem Pyramidendach, 1776 | D-4-61-000-1226 Wikidata | weitere Bilder |
| Schellenbergerstraße 39 (Standort) | Wohnhaus             | Eingeschossiger Massivbau mit steilem Satteldach, verputzt mit backsteinsichtigen Fenster- und Türeinfassungen, stilistisch der traditionalistisch-expressionistischen Richtung innerhalb der Moderne zuzurechnen, 1928/29 von Wilhelm Sachs und Max Glück, eine Gruppe mit den gleichartigen Häusern Schellenbergerstraße 41 und 43 bildend | D-4-61-000-1360 Wikidata | weitere Bilder |
| Schellenbergerstraße 41 (Standort) | Wohnhaus             | Eingeschossiger Massivbau mit steilem Satteldach, verputzt mit backsteinsichtigen Fenster- und Türeinfassungen, stilistisch der traditionalistisch-expressionistischen Richtung innerhalb der Moderne zuzurechnen, 1928/29 von Wilhelm Sachs und Max Glück, außen und innen mit den Formen der Erbauungszeit erhalten; mit den Nachbarhäusern Schellenbergerstraße 39 und 43 eine Gruppe bildend Zugehöriger Garten, mit Terrassen aus der Erbauungszeit | D-4-61-000-1361 Wikidata | weitere Bilder |
| Schellenbergerstraße 43 (Standort) | Wohnhaus             | Eingeschossiger Massivbau mit steilem Satteldach, verputzt mit backsteinsichtigen Fenster- und Türeinfassungen, stilistisch der traditionalistisch-expressionistischen Richtung innerhalb der Moderne zuzurechnen, 1928/29 von Wilhelm Sachs und Max Glück, nur geringfügig von den Nachbarhäusern Schellenbergerstraße 39 und 41, mit denen es eine Gruppe bildet, abweichend                                                                           | D-4-61-000-1362          | weitere Bilder |

### Stephansplatz
| Lage                       | Objekt | Beschreibung | Akten-Nr.                | Bild           |
| -------------------------- | --- | --- | ------------------------ | -------------- |
| Stephansplatz 1 (Standort) | Curia Habitatio Stae. Chunegundis, ehemaliger Chorherrenhof von St. Stephan, jetzt Teil der Maria-Hilf-Anstalt (vgl. Stephansplatz 1)                                                                       | Drei, mit dem Annaflügel der Curia Volkmari, einen Hof umschließende Flügel, Hauptbau aus über dem Hang zur Stadt breitgelagertem zweigeschossigem Ostflügel mit Walmdach und winklig anschließendem kurzen Südflügel mit Satteldach, massiv, im Kern spätmittelalterlich, im späten 17. oder im 18. Jahrhundert erneuert, Umbauten, Dacherneuerungen und Aufstockung des Ostflügels von Michael Kurz 1926/27 Rückgebäude im Hof, massiv, verputzt, mit expressionistisch beeinflusstem Backsteinportal und mit Satteldach, ebenfalls von Michael Kurz 1926/27 | D-4-61-000-1331 Wikidata | weitere Bilder |
| Stephansplatz 2 (Standort) | Curia Volkmari zu St. Christoffel genannt, ehemaliger Chorherrenhof von St. Stephan, jetzt Teil der Maria-Hilf-Anstalt, Berufsfachschulen für Hauswirtschaft, Kinder- und Sozialpflege sowie Schwesternhaus | Dreiflügelanlage: Ostflügel, sogenannter Annabau, dreigeschossiger Satteldachbau, massiv und Fachwerk, Sandstein, teils verputzt, im Kern mittelalterlich, Fachwerkgiebel zweite Hälfte 15. Jahrhundert, Umbauten im 19. Jahrhundert und Umbau mit Einrichtung der Kapelle im Obergeschoss 1926/27 von Michael Kurz Auf Winkelgrundriss anschließende zweigeschossige massive Nebengebäude mit Satteldach: Nord- bzw. Rückflügel, nach Plänen von Gustav Haeberle 1889/90, und Westflügel zur Eisgrube, nach Plänen von Georg II. Hofbauer 1896, kurz nach 1900 von letzterem aufgestockt, Um- und Erweiterungsbauten 1926/27 von Michael Kurz; heute zugehörig Stephanplatz 1 (vgl. dort)        | D-4-61-000-1332 Wikidata | weitere Bilder |
| Stephansplatz 3 (Standort) | Evangelisch-lutherische Pfarrkirche St. Stephan, ehemaliges Chorherrenstift St. Stephan | Im Wesentlichen frühbarocke Anlage über Grundriss in annähernder Form eines griechischen Kreuzes, kreuzgewölbte Wandpfeilerkirche, Langchor mit 5/8-Schluss, Querhaus mit dreiseitig geschlossenen Querarmen, kurzes einschiffiges Langhaus mit Schaufront mit verkröpftem Segmentbogengiebel nach Westen, Turm im Eck zwischen Langhaus und Nordquerarm, pilastergegliederter Sandsteinquaderbau mit an Querarmen und Chor polygonal abgewalmtem Satteldach, spätromanischer Turm des 13. Jahrhunderts mit getreppter Laternenhaube von Michael Scherer 1699, Chor 1628–1631 von Valentin Juncker, Giovanni Bonalino und Hans Globeth, das übrige 1677–1680 von Antonio Petrini; mit Ausstattung | D-4-61-000-1333 Wikidata | weitere Bilder |
| Stephansplatz 5 (Standort) | Ehemaliges Kapitelhaus, zur Kirche zugehörig | Über hohem Sockel zweigeschossiger Sandsteinquaderbau mit Mansardwalmdach, verputzt mit steinsichtigen Gliederungen und Rahmungen, breitgelagerte, der Stadt zugewandte und nobel gegliederte Schaufront mit Haupteingang und stuckiertem Bauhernnwappen im Mittelrisalit, spätbarock, 1754 von Johann Jakob Michael Küchel, Bildhauerarbeiten von Johann Stephan Goldwitzer | D-4-61-000-1333 Wikidata | weitere Bilder |

### Sternwartstraße
| Lage                                               | Objekt                                                                                | Beschreibung | Akten-Nr.                | Bild           |
| -------------------------------------------------- | ------------------------------------------------------------------------------------- | --- | ------------------------ | -------------- |
| Sternwartstraße 3 (Standort)                       | Ehemaliges Lehrerseminar, jetzt E.-T.-A.- Hoffmann-Gymnasium                          | Dreigeschossige dreiflügelige Anlage, querliegender Hauptflügel mit Mittelpavillon und zwei langgestreckte Seitenflügel, verputzte Massivbauten mit Ecklisenen in Sandstein, Flachsatteldach, nachklassizistisch, 1871/72 von Heinrich von Hermann                                                                           | D-4-61-000-1335 Wikidata | weitere Bilder |
| Nähe Sternwartstraße (Standort)                    | Ehemalige Turnhalle, jetzt Anstaltskapelle St. Nikolaus von der Flühe                 | Saalbau mit Apsis und Sakristeianbau, verputzter Massivbau mit Werksteinrahmungen in Sandstein, Satteldach und Giebelglockendachreiter, 1874, neuromanischer Umbau zum Betsaal mit Apsis 1901–1903 | D-4-61-000-1335 Wikidata | weitere Bilder |
| Sternwartstraße 3 (Standort)                       | Ehemaliges Lehrerseminar, sogenannte Obere Turnhalle                                  | Massiver Putzbau mit Natursteingliederungen und Walmdach, 1900/01 | D-4-61-000-1335 Wikidata | weitere Bilder |
| Sternwartstraße 3; Nähe Sternwartstraße (Standort) | Ehemaliges Lehrerseminar, ehemalige Seminarübungsschule, jetzt Kunsterziehungsgebäude | Villenartiger dreigeschossiger massiver Putzbau mit Sockel und Gliederungen in Naturstein, hohes Walmdach, durch Bögen geöffneter Eingangsvorbau mit vorgelagerter Freitreppe, neubarock, 1909/10 von Eduard Stengel | D-4-61-000-1335 Wikidata | weitere Bilder |
| Sternwartstraße 5 (Standort)                       | Villa                                                                                 | Zweigeschossiger Blankziegelbau mit Ecklisenen über asymmetrischem Grundriss, Flachsatteldach, in Neurenaissanceformen, 1893 von Georg II. Hofbauer, 1904 von Johannes Kronfuß verlängert und aufgestockt | D-4-61-000-1336 Wikidata | weitere Bilder |
| Sternwartstraße 7 (Standort)                       | Dr.-Remeis-Sternwarte                                                                 | Baugruppe aus ehemaliger Direktorenvilla, heute Institutsgebäude, mit Observatoriumsbau und Verbindungsgang, 1888/89 von Hermann Eggert und Max Ißleiber: Villa, über Sandsteinquadersockel zweigeschossiger Blankziegelbau mit Eckrustizierungen in Sandstein, Mansardwalmdach mit Schieferdeckung, in Neurenaissanceformen | D-4-61-000-1337 Wikidata | weitere Bilder |
| Sternwartstraße 9 (Standort)                       | Dr.-Remeis-Sternwarte                                                                 | Dreiteilige symmetrische Baugruppe aus Mittelbau und zwei runden Beobachtungstürmen mit Drehkuppeln, Ziegelbau über rustiziertem Sandsteinsockel mit waagerechten Sandsteinbändern | D-4-61-000-1337 Wikidata | weitere Bilder |
| Sternwartstraße 7, 9 (Standort)                    | Dr.-Remeis-Sternwarte                                                                 | Verbindungsgang eingeschossiger Ziegelbau mit Lisenengliederung auf Sandsteinsockel | D-4-61-000-1337 Wikidata | BW             |

### Untere Seelgasse
| Lage                          | Objekt   | Beschreibung                                                                                                   | Akten-Nr.               | Bild           |
| ----------------------------- | -------- | --- | ----------------------- | -------------- |
| Untere Seelgasse 4 (Standort) | Wohnhaus | Zweigeschossiger traufständiger Mansarddachbau, massiv, 18. Jahrhundert, historisierende Brüstungsplatten 1980 | D-4-61-000-707 Wikidata | weitere Bilder |

### Unterer Stephansberg
| Lage                              | Objekt                                                                                                  | Beschreibung | Akten-Nr.                | Bild           |
| --------------------------------- | --- | --- | ------------------------ | -------------- |
| Unterer Stephansberg 1 (Standort) | Wohnhaus                                                                                                | Giebelständiger zweigeschossiger, zur Concordiastraße dreigeschossiger Satteldachbau, massiv und Fachwerk verputzt, Um- oder Neubau zweite Hälfte 16. Jahrhundert, Veränderungen im Innern um 1720 und spätes 18. Jahrhundert, Verlegung des Hauseingangs 1844, Ladeneinbau im Erdgeschoss 1885                      | D-4-61-000-679 Wikidata  | weitere Bilder |
| Unterer Stephansberg 2 (Standort) | Wohnhaus                                                                                                | Dreistöckiger traufständiger Satteldachbau mit zweistöckigem Keller, Erdgeschoss und erstes Obergeschoss massiv, zweites Obergeschoss in Fachwerk, verputzt, zweite Hälfte 16. Jahrhundert, im frühen 18. Jahrhundert barockisiert, Ausbau des Innern 18./19. Jahrhundert                                            | D-4-61-000-1380 Wikidata | weitere Bilder |
| Unterer Stephansberg 4 (Standort) | Kleinbürgerhaus                                                                                         | Zwei-, zur Concordiastraße dreigeschossiges traufständiges Satteldachhaus, massiv und Fachwerk, verputzt, 1701, anstelle eines im Dreißigjährigen Krieg abgegangenen Pfründhauses der St. Stephaner Vikarie St. Andreas unter Verwendung von älteren Resten in den Untergeschossen errichtet, kleinere Umbauten 1892 | D-4-61-000-680 Wikidata  | weitere Bilder |
| Unterer Stephansberg 5 (Standort) | Wohngebäude                                                                                             | Dreigeschossiger Traufseitbau mit flach geneigtem Satteldach über Kniestock, massiv, verputzt, um 1698/1700, Umbauten um 1740 und 1832, aufgestockt und mit Fassade in Formen des Maximilianstils versehen 1865 | D-4-61-000-681 Wikidata  | weitere Bilder |
| Unterer Stephansberg 9 (Standort) | Ehemaliges Pfründhaus zur Weinhütten, St. Stephaner Vikarie Beatae Mariae Virginis jun., heute Wohnhaus | Zweigeschossiger Traufseitbau mit Satteldach, massives Erdgeschoss, Fachwerkobergeschoss, verputzt, im Kern 15. Jahrhundert, 1832 Erdgeschossfassade von Gregorius Leydl massiv erneuert | D-4-61-000-683 Wikidata  | weitere Bilder |

## Ehemalige Baudenkmäler
In diesem Abschnitt sind Objekte aufgeführt, die früher einmal in der Denkmalliste eingetragen waren, jetzt aber nicht mehr. Objekte, die in anderem Zusammenhang also z. B. als Teil eines Baudenkmals weiter eingetragen sind, sollen hier nicht aufgeführt werden. Aktennummern in diesem Abschnitt sind ehemalige, jetzt nicht mehr gültige Aktennummern.

| Lage                       | Objekt     | Beschreibung                    | Akten-Nr.              | Bild |
| -------------------------- | ---------- | ------------------------------- | ---------------------- | ---- |
| Alter Graben 18 (Standort) | Stuckdecke | Im ersten Obergeschoss, um 1720 | D-4-61-000-10 Wikidata | BW   |